# Orthogonalys gigantea
Orthogonalys gigantea  (лат.) — вид наездников из семейства тригоналиды (Trigonalidae). Эндемик Мадагаскара. Провинция Анциранана. Длина тела 14,0—15,0 мм. Вертлуги 2-члениковые, крылья с 3 радиомедиальными ячейками. Усики длинные 28—члениковые, в основном чёрные (антенномеры 11—16 и частично 17 — белые). Верх головы и затылок — чёрные; часть лица, клипеус, челюсти — белые. Грудка — оранжевая.